# Dysmachus setipyga
Dysmachus setipyga är en tvåvingeart som beskrevs av Becker 1923. Dysmachus setipyga ingår i släktet Dysmachus och familjen rovflugor. Inga underarter finns listade i Catalogue of Life.